# Ovtsharenkoia
Ovtsharenkoia is een monotypisch geslacht van spinnen uit de  familie van de Hersiliidae.

## Soort
- Ovtsharenkoia pallida Kroneberg, 1875